# Louis-Nicolas Cabat

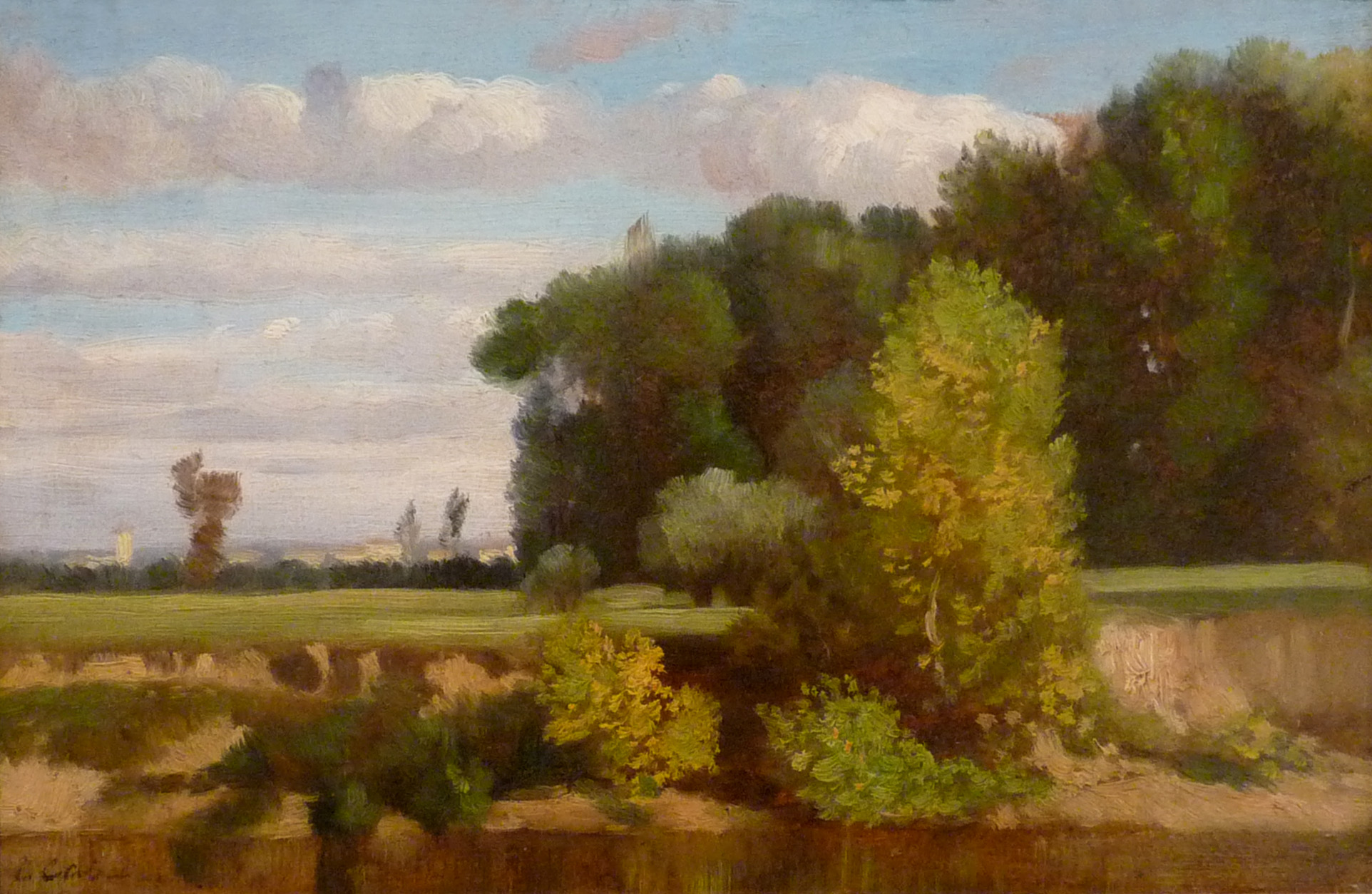
Paesaggio, Museo di Belle Arti di Strasburgo

Louis-Nicolas Cabat (Parigi, 6 dicembre 1812 – Parigi, 13 marzo 1893) è stato un pittore e incisore francese della Scuola di Barbizon.

## Biografia
Allievo di Camille Flers, fu influenzato dall'opera di Paul Chevandier de Valdrome. Accolto come membro dell'Accademia di San Luca di Roma, nel 1867 entrò nell'Académie française. Ebbe il ruolo di direttore dell'Académie de France à Rome, dal 1879 a 1884.
Si distinse come pittore di paesaggi, in particolare ripresi nei dintorni di Bercenay-en-Othe nel dipartimento dell'Aube, dove aveva fissato la sua dimora. In un lungo periodo, compreso fra il 1845 e il 1846, visse a Voreppe, nel dipartimento di Isère, in un convento dei domenicani di Chalais, di cui era diventato terziario.
Presentò nel 1845, al "Salon des Amis des Arts de Grenoble", opere eseguite durante il suo soggiorno nel dipartimento d'Isère. Nel 1863 fece un viaggio nelle campagne francesi, insieme agli amici Constant Troyon e Jules Dupré, appartenenti alla Scuola pittorica di Barbizon, alla ricerca di nuovi spunti per i paesaggi. Eugène Fromentin è stato un suo allievo.
Sposò una nipote di Antoine-François Bazin - uomo politico francese - da cui ebbe Augustin Cabat che fu magistrato e letterato. È stato sepolto a Parigi, nel Cimitero di Montparnasse.

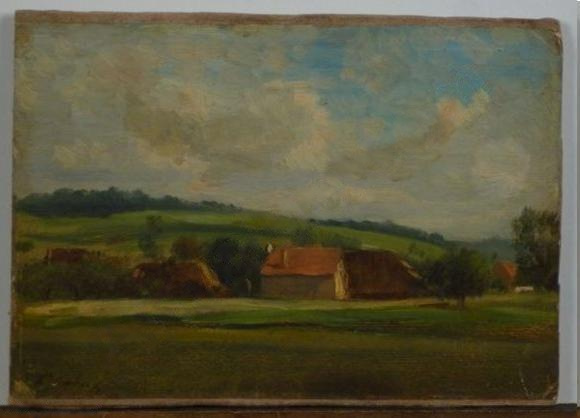
Paesaggio nei dintorni di Parigi

### Esposizioni
- 1845, Salon des Amis des Arts de Grenoble
- 1955, Palazzo Lobkowitz, Vienna[1]
- 1987, Museo di Belle Arti di Troyes[2]
- 1992, Museo di Belle Arti di Strasburgo[3]

### Opere
- D'inverno, olio su tela, 28,5x20 cm, e Villaggio d'inverno 1853, olo su tela, 14,5x22, 5 (Galleria dell'Accademia (Napoli)[4]
- Convento di Chalais, 1846, (Convento di Rangueil a Toulouse)
- Episodio della vita di San Domenico, (Museo di Grenoble)
- Cabaret a Montsouris
- Mulino di Dompierre
- Rive della Bouzanne[5]
- Bosco
- Stagno di Ville-d'Avray
- Bosco di Fontenay-aux-Roses
- Interno di una cascina nel Calvados
- Gorge-Aux-Loups[6]
- Festa della Vergine dell'Acqua
- Uccellatore alla posta
- Sentiero a Narni
- Solitudine